# Oscar 1938
A 10ª cerimônia de entrega dos Academy Awards (ou Oscars 1938), apresentada pela Academia de Artes e Ciências Cinematográficas, premiou os melhores atores, técnicos e filmes de 1937 no dia 10 de março de 1938, em Los Angeles e teve  como mestre de cerimônias Bob Burns. Este foi o último ano para duas categorias do Oscar: Melhor Coreografia e Melhor Diretor Assistente. 
Também nessa edição foi inaugurado o Prêmio Memorial Irving G. Thalberg (no original em inglês: Irving G. Thalberg Memorial Award), nomeado em homenagem ao produtor cinematográfico Irving Thalberg e que premia periodicamente "produtores criativos, cujos corpos de trabalho refletem uma qualidade consistentemente alta na produção cinematográfica." O primeiro a receber esse prêmio foi o produtor Darryl Francis Zanuck (e o receberia mais duas vezes, no Oscar 1945 e no Oscar 1951).
O drama The Life of Emile Zola foi premiado na categoria mais importante: melhor filme.

## Indicados e vencedores
| Melhor Filme - The Life of Emile Zola – Henry Blanke para a Warner Bros. - The Awful Truth – Leo McCarey e Everett Riskin para a Columbia - Captains Courageous – Louis D. Lighton para a Metro-Goldwyn-Mayer - Dead End – Samuel Goldwyn e Merritt Hulbert para a Samuel Goldwyn Prod. e United Artists - The Good Earth – Irving Thalberg e Albert Lewin para a Metro-Goldwyn-Mayer - In Old Chicago – Darryl F. Zanuck e Kenneth Macgowan para a 20th Century Fox - Lost Horizon – Frank Capra para a Columbia - One Hundred Men and a Girl – Charles R. Rogers e Joe Pasternak para a Universal - Stage Door – Pandro S. Berman para a RKO Radio - A Star Is Born – David O. Selznick para a Selznick International e United Artists | Melhor Diretor - Leo McCarey – The Awful Truth - William Dieterle – The Life of Emile Zola - Sidney Franklin – The Good Earth - Gregory La Cava – Stage Door - William Wellman – A Star Is Born |
| Melhor Ator/Actor (Principal) - Spencer Tracy – Captains Courageous - Charles Boyer – Conquest - Fredric March – A Star Is Born - Robert Montgomery – Night Must Fall - Paul Muni – The Life of Emile Zola | Melhor Atriz/Actriz (Principal) - Luise Rainer – The Good Earth - Irene Dunne – The Awful Truth - Greta Garbo – Camille - Janet Gaynor – A Star Is Born - Barbara Stanwyck – Stella Dallas |
| Melhor Ator/Actor Coadjuvante/Secundário - Joseph Schildkraut – The Life of Emile Zola - Ralph Bellamy – The Awful Truth - Thomas Mitchell – The Hurricane - H. B. Warner – Lost Horizon - Roland Young – Topper | Melhor Atriz/Actriz Coadjuvante/Secundária - Alice Brady – In Old Chicago - Andrea Leeds – Stage Door - Anne Shirley – Stella Dallas - Claire Trevor – Dead End - May Whitty – Night Must Fall |
| Melhor História Original - A Star Is Born – William A. Wellman e Robert Carson - In Old Chicago – Niven Busch - The Life of Emile Zola – Heinz Herald e Geza Herczeg - One Hundred Men and a Girl – Hanns Kräly - Black Legion – Robert Lord | Melhor Roteiro/Argumento Adaptado - The Life of Emile Zola – Heinz Herald, Geza Herczeg, e Norman Reilly Raine por Zola and His Time de Matthew Josephson - Stage Door – Morris Ryskind e Anthony Veiller por Stage Door (peça) de Edna Ferber e George S. Kaufman - A Star Is Born – Alan Campbell, Robert Carson e Dorothy Parker, baseado em uma história de William A. Wellman e Robert Carson - The Awful Truth – Viña Delmar por The Awful Truth (peça) de Arthur Richman - Captains Courageous – John Lee Mahin, Marc Connelly e Dale Van Every por Captains Courageous (livro) de Rudyard Kipling |
| Melhor Curta-metragem em Uma Bobina - The Private Life of the Gannets – Skibo Productions e Educational - A Night at the Movies – MGM - Romance of Radium – Pete Smith e MGM | Melhor Curta-metragem em Duas Bobinas - Torture Money – MGM - Deep South – RKO Radio - Should Wives Work? – RKO Radio |
| Melhor Trilha Sonora/Banda Sonora - One Hundred Men and a Girl – Universal Studio Music Department - Lost Horizon – Columbia Studio Music Department - The Hurricane – Goldwyn Studio Music Department - Something to Sing About – Grand National Studio Music Department - Way Out West– Hal Roach Studio Music Department - Maytime – MGM Studio Music Department - Souls at Sea – Paramount Studio Music Department - Make a Wish – Principal Productions - Portia on Trial – Republic Studio Music Department - Quality Street – RKO Radio Studio Music Department - The Prisoner of Zenda – Selznick International Pictures Music Department - In Old Chicago – 20th Century Fox Studio Music Department - Snow White and the Seven Dwarfs – Walt Disney Studio Music Department - The Life of Emile Zola – Warner Bros. Studio Music Department | Melhor Canção original - "Sweet Leilani" por Waikiki Wedding – Música e Letra de Harry Owens - "Remember Me" por Mr. Dodd Takes the Air – Música de Harry Warren; Letra de Al Dubin - "That Old Feeling" por Walter Wanger's Vogues of 1938 – Música de Sammy Fain; Letra de Lew Brown - "They Can't Take That Away From Me" por Shall We Dance – Música de George Gershwin (nomeação póstuma); Letra de Ira Gershwin - "Whispers in the Dark" por Artists and Models – Música de Frederick Hollander; Letra de Leo Robin                                                                                 |
| Melhor Coreografia - A Damsel in Distress – Hermes Pan - Varsity Show – Busby Berkeley - Ready, Willing and Able – Bobby Connolly - A Day at the Races – Dave Gould - Ali Baba Goes to Town – Sammy Lee - Waikiki Wedding – LeRoy Prinz - Thin Ice – Harry Losee | Melhor Mixagem/mistura de Som - The Hurricane – Thomas T. Moulton - Lost Horizon – John P. Livadary - The Girl Said No – A. E. Kaye - Topper – Elmer A. Raguse - Maytime – Douglas Shearer - Wells Fargo – Loren L. Ryder - Hitting a New High – John Aalberg - In Old Chicago – Edmund H. Hansen - One Hundred Men and a Girl – Homer G. Tasker - The Life of Emile Zola – Nathan Levinson |
| Melhor Direção de Arte - Lost Horizon – Stephen Goosson - A Damsel in Distress – Carroll Clark - Wee Willie Winkie – William S. Darling e David S. Hall - Dead End – Richard Day - Souls at Sea – Hans Dreier e Roland Anderson - Conquest – Cedric Gibbons e William A. Horning - The Life of Emile Zola – Anton Grot - Every Day's a Holiday – Wiard Ihnen - Manhattan Merry-Go-Round – John Victor Mackay - You're a Sweetheart – Jack Otterson - Walter Wanger's Vogues of 1938 – Alexander Toluboff - The Prisoner of Zenda – Lyle R. Wheeler | Melhor Cinematografia/Fotografia - The Good Earth – Karl Freund - Dead End – Gregg Toland - Wings Over Honolulu – Joseph Valentine |
| Melhor Edição/Montagem - Lost Horizon – Gene Havlick e Gene Milford - One Hundred Men and a Girl – Bernard W. Burton - The Awful Truth – Al Clark - Captains Courageous – Elmo Veron - The Good Earth – Basil Wrangell | Melhor Animação em Curta-metragem - The Old Mill – Walt Disney Productions e RKO Radio - Educated Fish – Paramount - The Little Match Girl – Charles Mintz e Columbia |
| Melhor Curta-Metragem Colorido - Penny Wisdom – Pete Smith e MGM - The Man Without a Country – Warner Bros. - Popular Science J-7-1 – Paramount | Melhor Diretor Assistente - Robert D. Webb – In Old Chicago - C. C. Coleman, Jr. – Lost Horizon - Russ Saunders – The Life of Emile Zola - Eric G. Stacey – A Star Is Born - Hal Walker – Souls at Sea |

### Prêmios Especiais
- A Mack Sennett, por sua contribuição duradoura à técnica de comédia no cinema, cujos princípios básicos são tão importantes hoje quanto quando foram colocados em prática pela primeira vez, a Academia apresenta um Prêmio Especial a esse mestre da diversão, descobridor de estrelas, simpático, bondoso e compreensivo gênio da comédia - Mack Sennett.
- A Edgar Bergen por sua criação cômica excepcional, Charlie McCarthy.
- Ao Museu de Arte Moderna - Biblioteca de Filmes, pelo seu trabalho significativo na coleta de filmes datados de 1895 até o presente e por disponibilizar ao público, pela primeira vez, os meios para estudar o desenvolvimento histórico e estético do cinema como uma das principais artes.
- A W. Howard Greene pelo trabalho de fotografia em cores de A Star Is Born. (Este prêmio foi recomendado por uma comissão de proeminentes cinegrafistas após a visualização de todas as imagens em cores produzidas durante o ano.)

### Prêmio Memorial Irving G. Thalberg
- A Darryl F. Zanuck.

### Múltiplas indicações
- 10 indicações: The Life of Emile Zola
- 7 indicações: Lost Horizon e A Star is Born
- 6 indicações: The Awful Truth e In Old Chicago
- 5 indicações: The Good Earth e One Hundred Men and a Girl
- 4 indicações: Captains Courageous, Dead End e Stage Door
- 3 indicações: The Hurricane e Souls at Sea
- 2 indicações: Conquest, A Damsel in Distress,  Maytime, Night Must Fall, The Prisoner of Zenda, Stella Dallas, Waikiki Wedding, Topper e Vogues of 1938